# できそこないの姫君たち
『できそこないの姫君たち』（できそこないのひめぎみたち）は、アジイチによる日本の漫画作品。ウェブコミック配信サイト『ストーリアダッシュ』（竹書房）にて、2018年4月6日から2021年8月6日まで連載。同サイトオープン1周年の新連載攻勢第1弾の作品として連載が開始された。その後、同サイトにて2023年11月10日よりアンコール連載中。

## あらすじ
ギャルの藤白七姫と地味なお宅女子の黒川奏の出会いが描かれている。とある事件をきっかけに 藤白は黒川の魅力に気づき彼女と仲良くなろうと奮闘するが黒川の過去のトラウマにより藤白の好意に戸惑ったりと2人の間の心の中にある葛藤などが描かれた作品。

## 登場人物
藤白七姫
主人公。いつでもどこでも誰よりも可愛くありたい”と願うギャル。
黒川奏
藤白と同じクラスの地味なお宅女子。幼いころのトラウマにより、かわいい女の子に苦手意識を持っている。

## 書誌情報
- アジイチ『できそこないの姫君たち』竹書房〈バンブーコミックス〉、全6巻
  1. 2018年12月21日発売[8]、ISBN 978-4-8019-6470-9
  2. 2019年6月28日発売[9]、ISBN 978-4-8019-6663-5
  3. 2020年1月30日発売[10]、ISBN 978-4-8019-6855-4
  4. 2020年8月28日発売[11]、ISBN 978-4-8019-7043-4
  5. 2021年3月30日発売[12]、ISBN 978-4-8019-7250-6
  6. 2021年9月30日発売[13]、ISBN 978-4-8019-7417-3